# Urodacus centralis
Espèce
Urodacus centralis est une espèce de scorpions de la famille des Scorpionidae.

## Distribution
Cette espèce est endémique du Territoire du Nord en Australie. Elle se rencontre vers Palm Valley.

## Description
Le mâle holotype mesure 112 mm.

## Publication originale
- Koch, 1977 : « The taxonomy, geographic distribution and evolutionary radiation of Australo-Papuan scorpions. » Records of the Western Australian Museum, vol. 5, no 2, p. 83-367 (texte intégral).